# 75569 IRSOL
75569 IRSOL este un asteroid din centura principală de asteroizi.

## Descriere
75569 IRSOL este un asteroid din centura principală de asteroizi. A fost descoperit pe 2 ianuarie 2000 la Gnosca de Stefano Sposetti. Asteroidul prezintă o orbită caracterizată de o semiaxă mare de 2,48 ua, o excentricitate de 0,20 și o înclinație de 6,1° în raport cu ecliptica.